# Rupicapnos
Rupicapnos es un género de alrededor de 34 especies perteneciente a la subfamilia Fumarioideae antigua familia Fumariaceae.

## Taxonomía
El género fue descrito por Auguste Nicolas Pomel y publicado en Matériaux pour la Flore Atlantique 16. 1860.

## Especies seleccionadas
- Rupicapnos africana Pomel
- Rupicapnos ambigua Pugsley
- Rupicapnos anomala Pugsley
- Rupicapnos argentea Pugsley
- Lista de especies